# ابوالفرج علی بن حسین بن هندو
ابوالفرج علی بن حسین بن هندو یا ابن هندو (متوفی ۴۱۰ یا ۴۲۰ ه‍. ق) پزشک و فیلسوف و شاعر ایرانی قرن چهارم و پنجم در دربار آل بویه و آل زیار است.

## خاندان ابن هندو
اِبْنِ هِنْدو، نام چند تن از کاتبان، شاعران و ادیبان ایرانی‌نژاد سده‌های ۴ و ۵ ق(۱۰ و ۱۱م) است که زندگی‌نامهٔ دو تن از آنان چنان به هم آمیخته که تفکیک یکی از دیگری دشوار می‌نماید. منابع ما در موارد بسیار، روایات مربوط به علی را به پدرش حسین نسبت داده‌اند یا روایات مربوط به حسین را ذیل نام علی نهاده‌اند.
این خاندان، احتمالاً همه منسوب به خاندان شیعی مذهب آل هندو بوده (امینی، ۴/۱۷۲) و موطن اصلی نیاکان آنان هندوجان (هندیجان کنونی)، از روستاهای پیرامون قم، بوده‌است و کلمهٔ «هندو» در نام و نسبشان نشانهٔ تبار هندی آنان نیست (مدرسی، ۲/۱۷۸؛ دانش‌پژوه، ۲۷؛ قس: مایرهوف، ۹۵؛ فروخ، ۳/۸۸). با این‌همه، چنین نیز می‌توان پنداشت که لفظ هندو در نام آن روستا، دلیل بر اقامت گروهی مهاجر هندی در آن بوده‌است. نسبت قمی (نک‍: باخرزی، ۱/۶۰۸؛ ماخروخی، ۸۰)، رازی، بغدادی و احیاناً طبرستانی که در بعضی منابع به دنبال نام آنان آمده، بی‌گمان از آن‌جاست که اعضای این خاندان به قم با دیگر شهرها مناصب دولتی داشته‌اند.

## زندگی‌نامه
ابوالفرج علی بن حسین بن هندو، کاتب، ادیب و شاعر مشهور. ظاهراً زادگاه و محل نشو و نمای وی طبرستان بوده‌است (نک‍: ابن اسفندیار، ۱/۱۲۵). یاقوت (۱۳/۱۳۹) دو بیت شعر از سروده‌های وی را در شکایت از اهل ری نقل کرده که می‌تواند بر اقامت او در آن شهر – احیاناً در کودکی یا نوجوانی – دلالت داشته باشد. وی در نیشابور دانش‌های یونانی و متون فلسفی را نزد ابوالحسن وائلی یا عامری (د ۳۸۱ق) و سپس دانش پزشکی را نزد ابوالحسن وائلی یا عامری (د ۳۸۱ق) و سپس دانش پزشکی را نزد ابن خمّار (ه م) فرا گرفت (نک‍: ابن هندو، ۱۶، ۲۸، ۵۳، ۶۰؛ یاقوت، ۱۳/۱۳۷؛ ابن شاکر، عیون، ذیل حوادث ۴۲۰ق، فوات، ۳/۱۳).
از زندگانی اجتماعی و درباری ابن هندو آگاهی‌های پراکنده و ناقصی به ما رسیده‌است که پیوند آن‌ها به یکدیگر آسان نمی‌نماید. از آن‌جا که خاندان وی در ری منزلتی داشته و نیاکان او همه از کارگزاران سلطان بوده‌اند (یاقوت، همان‌جا)، می‌توان حدس زد که وی دانش‌های مقدماتی لازم برای تصدی مشاغل دیوانی از جمله علوم ادبی و فن ترسل و نگارش را به خوبی آموخته بود و چنین به نظر می‌رسد که همهٔ عمر خود را در دیوان‌های آل بویه و آل زیار گذرانیده باشد. ابن هندو همچنین از کاتبان سیده خاتون (د ۴۱۹ق/۱۰۲۸م) بیوهٔ فخرالدوله دیلمی (نک‍: بیهقی، ۸۷) بوده که ابتدا به بهانهٔ خردسالی فرزندش مجدالدوله (حک‍ ۳۸۷–۴۲۰ق) سررشتهٔ امور مملکت را به دست گرفته و بعدها نیز درواقع، او بود که به جای مجدالدوله حکومت می‌کرد (دربارهٔ ابیات هجوآمیز ابن هندو دربارهٔ مجدالدوله، نک‍: ثعالبی، تتمه، ۱/۱۳۹).
ابن هندو در روزگار وزارت فخرالملک ابوغالب بن خلف (۴۰۱–۴۰۷ق) وزیر بهاءالدوله (حک‍ ۳۷۹–۴۰۳ق) و سلطان‌الدوله (حک‍ ۴۰۳–۴۱۵ق) به بغداد سفر کرد و او را ستود (یاقوت، همان‌جا). وی گویا پیش از ۴۰۰ق به دربار فرمانروایان زیاری گرگان از جمله قابوس بن وشمگیر (حک‍ ۳۶۶–۴۰۲ق) پیوسته‌است (نک‍: همو، ۱۳/۱۴۱–۱۴۲، نیز نک‍: ۱۳/۱۳۸، ۱۴۴). وی پس از قدرت یافتن فلک المعالی منوچهر بن قابوس (حک‍ ۴۰۳–۴۲۳ق)، او را به قصیده‌ای شیوا مدح گفت، ولی منوچهر که از شعر و ادب عرب بهره‌ای نداشت، چیزی از آن اشعار در نیافت و شاعر را صله‌ای نبخشید. ابن هندو نیز با قطعه شعر دیگری او را هجو کرد و سپس از بیم جان، به نیشابور گریخت (همو، ۱۳/۱۴۵–۱۴۶). ابوالفضل بندنیجی، شاعر معاصر وی، گوید: ابوالفرج بن هندو را در سال‌های پس از ۴۱۰ق در جریان (گرگان) در زُمرهٔ کاتبان یافتم و در آن دیار به نکویی شعر و کثرت فضل و ادب شهره بود (همو، ۱۳/۱۳۶).
به روایت ابن اسفندیار (۱/۱۰۱–۱۰۲) هنگامی که مردم با سید ابوطالب یحیی بن حسین، امام زیدیه (۴۲۱ق/۱۰۳۰م) بیعت کردند، ابن هندو اشعاری در این باب سرود و محلی (ص ۳۲۰) این اشعار را نشانهٔ تحولی در اندیشه‌های ابن هندو پنداشته‌است. روایت دیگری از ابن اسفندیار (۱/۱۲۶) حاکی از آن است که ابوالفرج علی بن حسین بن هندو در عهد شرف‌المعالی انوشیروان (پسر فلک‌المعالی) که در ۴۲۳ق/۱۰۳۲م وارث تاج و تخت شد، منشور قضای آمل را به خط بسیار خوش نوشت. به جز این چند روایت، اطلاع دیگری از ابن هندو در نیمهٔ دوم عمر وی در دست نیست و احتمالاً همین بی‌اطلاعی موجب پیدایش اقوال متناقضی دربارهٔ محل و تاریخ وفات او شده‌است (نک‍: ابن شاکر، عیون، فوات، همانجاها)، چندان که هیچ تاریخ دقیقی در این باب نمی‌توان عرضه کرد. چه بسا که پس از همان سال‌های ۴۱۰ و ۴۲۰ق که در برخی منابع، سال مرگ وی ذکر شده (همانجاها؛ حاجی خلیفه، ۲/۱۷۶۲؛ EI2)، وی بار دیگر به طبرستان بازگشته و جاه و مقامی یافته و چنان‌که در روایت دیگری از ابن اسفندیار آمده (۱/۱۲۵)، سرانجام در استراباد وفات یافته و در منزلی که ملک شخصی او بوده، به خاک سپرده شده باشد و با این ترتیب، حتی صحت تاریخ ۴۵۵ق نیز که در نامهٔ دانشوران (۳/۱۳۰) آمده – هرچند مأخذ آن برای ما شناخته نیست –– چندان بعید نخواهد بود.

## آثار ادبی
ابن هندو در نظم و نثر چیره‌دست بود و لطافت برخی از اشعارش ثعالبی را به ستایش واداشته (تتمه، ۱/۱۳۴–۱۳۵) و دیوان شعرش، باخرزی را شیفته ساخته‌است (۱/۶۰۹). از بررسی مجموع اشعاری که از ابن هندو در دست است (همو، ۱/۶۰۹–۶۱۸؛ بیرونی، ۱۱۴، ۱۳۳؛ محمد بن اَیدمر، ۱/۳۱۳، ۲/۲، ۱۰، ۱۳، ۵۰، ۹۳، ۱۱۹، ۱۴۶، ۳/۱۵۱، ۱۹۵، ۲۰۶، ۲۱۷، بیشتر ابیاتی که در این کتاب نقل شده، در هیچ‌یک از منابع دیگر دیده نمی‌شود)، چنین بر می‌آید که وی به شعر «مناسبات» و قطعات نکته‌آمیز و حتی گاه هرزه (مثلاً یک دوبیتی در تتمهٔ ثعالبی، ۱/۱۴۰) تمایل داشته‌است و شاید همین امر موجب شده که حاجی خلیفه (نک‍: چ فلوگل، ۳/۲۵۲) همهٔ دیوان او را هزلیات بپندارد، اما شعر او بیشتر استوار و محتشم، و به قول کردعلی (ص ۳۸) روان، دلپذیر، پندآموز و برخوردار از ابداع و ابتکار است. وی حتی به سبب معانی حکمت‌آمیز، سروده‌های شاعر را به اشعار متنبی تشبیه کرده‌است.
شوقی ضیف (ص ۶۰۶–۶۰۸) آن‌جا که به گزارش و تحلیل رواج غزل‌سرایی در دوران حکومت‌های محلی سده‌های ۴ و ۵ق می‌پردازد، با استشهاد به برخی از اشعار ابن هندو، توانایی او را در سرودن قطعات غزل‌گونه و بهره‌گیری از مفاهیم تازه و معانی ابتکاری می‌ستاید. از نثر ادیبانهٔ ابن هندو، فصلی از رسالهٔ هزلیهٔ او (نک‍: آثار) و بخشی از کلمات قصار وی که برگرفته از حکمت‌ها و پند و اندرزهای پیشینیان است، در منابع موجود، آمده‌است (نک‍: بیهقی، ۸۷–۸۸).

## دیگر آثار
در روزگار ابن هندو، معمول چنان بود که بیشتر دانش‌پژوهان مقدمات و مصطلحات طب، فلسفه و مانند آن‌ها را نیز ضمن دروس عمومی فرامی‌گرفتند. ابن هندو نیز به همین شیوه، علم می‌اندوخت و سپس با عنایت به چندین منبع، مدخلی بر فلسفه و سپس درآمدی بر علم طب تهیه کرد که مشتمل بر مصطلحات، مبانی و رؤوس مسائل طب و فلسفه‌است (نک‍: آثار). این کتاب‌ها، از آن‌جا که مختصر و ساده‌اند و به بیانی بسیار روشن و مفهوم تدوین شده‌اند و از نظم و ترتیبی شایسته بهره‌مندند. سخت مقبول افتاده‌اند و به خصوص مدخل طبی او، پیوسته مورد استفادهٔ طلاب و اهل علم قرار گرفته‌است (نک‍: همو، ۸۷) و حتی مورد توجه بزرگان اطبای پس از وی واقع شد و از منابع کار ایشان گردید (برای نمونه، نک‍: قلانسی، ۴۹، ۵۱–۵۳). با این‌همه، دو اثر مذکور تنها شامل مصطلحات و مقدمات فلسفه و پزشکی است و از پژوهش‌های تخصصی تقریباً بی‌بهره‌است. به همین جهت دشوار می‌توان ابن هندو را پزشک با فیلسوف نامید (نک‍: یاقوت، همان‌جا، که او را شاعر و ادیبی «متفلسف» خوانده؛ قس: خلیلی، ۲/۱۹؛ کحاله، ۷/۸۲). اما حضور ذهنی که ابن هندو در این علوم داشت، پندار دانشمند بودن را در او تقویت می‌کرد، چنان‌که روزی به بهانهٔ انصراف یکی از مستمعان ظاهراً صاحب نام، از حوزهٔ درس وی، مثنوی بلندی سروده و طی آن خویشتن را به احاطه و وقوف بر علوم و فنون مختلف ستوده‌است (ابن اسفندیار، ۱/۱۲۶–۱۲۸).

## آثار
مفتاح الطب (مفتاح الطب و منهاج الطلاب)، الکلم الروحانیه من الحکم الیونانیه، و المقالة المشوفه فی المدخل الی علم الفلسفه از آثار اوست.
آثار چاپی
- الکلم الروحانیه من الحکم الیونانیه، که در ۱۳۱۸ق در قاهره به چاپ رسید. ابن هندو در این کتاب سخنان نغز حکیمان یونان را که کمابیش حکم مثل سایر پیدا کرده‌اند، گرد آورد و در حدود نیمی از کتاب را به افلاطون اختصاص داد و آن‌گاه به دیگر فلاسفه که برخی از ایشان در میان مسلمانان ناآشنا هستند، پرداخت (نک‍: کردعلی، ۳۸–۴۱)؛
- مفتاح الطب و منهاج الطلاب. این کتاب به کوشش مهدی محقق و محمدتقی دانش‌پژوه در تهران (۱۳۶۸ش) به چاپ رسیده‌است و دارای سه پیوست و ترجمهٔ خلاصهٔ آن به دو زبان فارسی و انگلیسی است؛
- ملتقطات من الرساله المشوقه، که گزیده‌ای از الرساله المشوقه فی المدخل الی علم الفلسفهٔ اوست. این اثر در هفت فصل تنظیم یافته و به کوشش محمدتقی دانش‌پژوه در مجلهٔ جاویدان خرد (ص ۳۰–۳۳) به چاپ رسیده‌است.[۵]

آثار خطی
- مقاله فی وصف المعاد الفلسفی. این رساله به گفتهٔ دانش‌پژوه (ص ۲۸) در ۱۴ باب به ابوعلی رستم بن شیرزاد، پادشاه طبرستان، تقدیم شده‌است و گویا همان کتاب النفس باشد که در بعضی از مآخذ نامی از آن رفته‌است (نک:بیهقی ۸۶؛ شورا، ۲/۴۰۰؛ قس: صفا، ۱/۳۲۱). مباحث عمدهٔ این رساله دربارهٔ شناخت نفس و کیفیت معاد نفس ناطقه و سازگاری معاد فلسفی با معاد دینی است. نسخه‌ای از این رساله در دانشکدهٔ الهیات دانشگاه تهران (الهیات، ۱۴۳، ۱۴۹) موجود است که صفحهٔ پایان ندارد و نیز نسخه‌ای دیگر با نام رساله فی معرفه النفس در کتابخانهٔ مرکزی دانشگاه تهران (مرکزی، ۱۶/۳۰۹) نگهداری می‌شود. در کتابخانهٔ مجلس شورا (شورا، همان‌جا) تنها ۳ صفحه از آغاز این رساله با عنوان «رساله عملها علی بن الحسین بن هندو» موجود است (نک‍: مرکزی، همانجا)؛
- فی حدود الاشیاء الطبیه، که در واقع بخشی (باب دهم) از کتاب مفتاح الطب است (نک‍: GAL, S, I/426).[۵]

آثار یافت نشده
- الامثال المولده. ابن اسفندیار بخشی از این اثر ابن هندو را نقل کرده‌است (۱/۱۲۶، ۱۶۶)؛
- انموذج الحکمه (بیهقی، همان‌جا)؛
- البلغه من مجمل اللغه (ابن اسفندیار، ۱/۱۲۶)؛
- دیوان شعر (ابن ابی اصیبعه، ۲/۳۶۹؛ بیهقی، همان‌جا). باخرزی (۱/۶۰۹) و ابوالرجاء قمی (ص ۲۲۸) بر دیوان او دست یافته بودند و به گزارش ابن اسفندیار زباده بر ۱۵۰۰۰ بیت داشته‌است (همان‌جا)؛
- رسائل تازی، در ۵ مجلد (ابن اسفندیار، بیهقی، همانجاها)؛
- الفرق بین المذکر و المؤنث (ابن اسفندیار، همان‌جا)؛
- المساحه (همان‌جا)؛
- المشرقه فی المدخل الی علم الفلسفه. ابن هندو در مقدمهٔ کتاب مفتاح الطب از آن یاد کرده و در سبک نگارش و حجم همانند مفتاح الطب بوده‌است (نک‍: ابن هندو، ۱/۱۷۲)؛
- نزهه العقول (ابن اسفندیار، همان‌جا)؛
- الوساطه بین الزناه و اللاطه (ابن اسفندیار، ابن ابی اصیبعه، همانجاها) که همان رسالهٔ هزلیهٔ اوست و فصلی از آن در تتمه الیتیمهٔ ثعالبی (۱/۱۴۳–۱۴۴) آمده‌است.[۵]

## پی‌نوشت
1. ↑  ابن هندو نام چند کس دیگر نیز هست.
2. ↑  "Ibn Hindu". Encyclopedia Islamica. CGIE. Retrieved 26 March 2017.
3. 1 2  لغت‌نامهٔ دهخدا، مدخل «ابن هندو»[پیوند مرده].
4. ↑  «ابن هندو؛ نام شاعرانی از هندیجان»
5. 1 2 3 4 5 6 7 8 9 10 11 12  دائرةالمعارف بزرگ اسلامی،  ج ۵، ذیل «ابن هندو».
6. ↑  James Lind Library:: Miftah al-tibb wa-minhaj al-tullab [The key to the science of medicine and the students' guide. :: Title Page(s)][پیوند مرده]